# Lịch sử Thế vận hội (phim hoạt hình)
Lịch sử Thế vận hội (tiếng Nga: Олимпионики) là một bộ phim hoạt hình của đạo diễn Fyodor Khitruk.

## Nội dung
Truyện phim là sự tái hiện lịch sử Thế vận hội Athens dưới góc nhìn hài hước.